# Teudis fatuus
Teudis fatuus är en spindelart som först beskrevs av Cândido Firmino de Mello-Leitão 1942. 
Teudis fatuus ingår i släktet Teudis och familjen spökspindlar. Inga underarter finns listade i Catalogue of Life.